# Kanton Le Donjon
Kanton Le Donjon (fr. Canton du Donjon) je francouzský kanton v departementu Allier v regionu Auvergne. Tvoří ho 13 obcí.

## Obce kantonu
- Avrilly
- Le Bouchaud
- Chassenard
- Le Donjon
- Lenax
- Loddes
- Luneau
- Montaiguët-en-Forez
- Montcombroux-les-Mines
- Neuilly-en-Donjon
- Le Pin
- Saint-Didier-en-Donjon
- Saint-Léger-sur-Vouzance